# La Hiruela
La Hiruela és un municipi de la Comunitat de Madrid. Té una superfície de 17,18 km² amb una població de 76 habitants i una densitat de 4,42 habitants / km².

## Demografia
| 1991 | 1996 | 2001 | 2004 |
| ---- | ---- | ---- | ---- |
| 50   | 56   | 77   | 90   |